# Охрана новых сортов растений
Под понятием Охрана новых сортов растений понимаются система правовых норм, где сорта растений выведенных селекционером является объектом интеллектуальной собственности.

## Признаки охраноспособности
Охраняемые селекционные достижения должны обладать рядом дополнительных признаков или, говоря иными словами, отвечать указанным в законе критериям охраноспособности. К ним относятся решения задачи: новизна селекционного достижения, его отличительность, однородность и стабильность, где на первом месте стоит новизна селекционного достижения.
- Сорт считается новым если к дате представления заявки заявитель (селекционер) или иное лицо с его разрешения не продавали или не передавали иным способом для коммерческого использования.
- Сорт отвечает условию отличия, если по проявлению признаков он четко отличается от любого другого сорта, общеизвестного к дате, на которую заявка считается поданной.
- Сорт считается однородным, если с учетом особенностей его размножения все растения этого сорта остаются достаточно похожими (однородными) по своим основным признакам, указанными в описании сорта.
- Сорт считается стабильным, если его основные признаки, отмеченные при описании сорта, остаются неизменными после неоднократного размножения или, в случае особого цикла размножения, в конце такого цикла.

## Имущественные права собственника сорта растения
Имущественным правом собственника сорта является его исключительное право на использование собственного сорта и на разрешение или запрет использования сорта растения другими лицами.
Исключительное право собственника сорта на разрешение или запрет его использования состоит в том, что никто без его разрешения не может совершать по отношению к материалу сорта такие действия:
1. производство или воспроизведение (с целью размножения);
2. доведение до кондиции с целью размножения;
3. предложение к продаже;
4. продажа или другой коммерческий оборот;
5. вывоз за границу таможенной территории;
6. ввоз на таможенную территорию ;
7. хранение для любых из целей, обозначенных п.1 и п.2.

Имущественное право собственник реализует по своему усмотрению, при этом не нарушая имущественных прав собственников других сортов растений.

## Проверка новизны сорта
Экспертиза новизны сорта проводится преимущественно на основании анализа информации, которая предоставлена заявителем в заявке относительно первого использования сорта. Но Государственная служба по охране прав на сорта растений (Госсортослужба) может принимать во внимание любую официальную информацию о первом использовании сорта, а также использовать информацию, которая поступит в Госсортослужбу в виде возражения относительно регистрации сорта от третьих лиц, из официальных публикаций государств-членов Международного союза по охране новых сортов растений (УПОВ) или Перечня сортов, которые подлежат сортовой сертификации по схемам Организации Европейского Сотрудничества и Развития (ОЕСР).